# Куш-Имян
Куш-Имян (баш. Ҡушимән) — деревня в Янаульском районе Республики Башкортостан Российской Федерации. Входит в состав Месягутовского сельсовета.

## География

### Географическое положение
Расположена у истока речки Апаши. Расстояние до:
- районного центра (Янаул): 47 км,
- центра сельсовета (Месягутово): 11 км,
- ближайшей ж/д станции (Янаул): 47 км.

## История
В 1896 году упоминается починок Кушиман Ваныш-Алпаутовской волости III стана Бирского уезда Уфимской губернии с 16 дворами и 70 жителями (36 мужчин, 34 женщины).
В 1920 году — деревня той же волости. По официальным данным в ней проживало 133 человека (65 мужчин, 68 женщин) в 27 дворах, по данным подворного подсчёта — 134 человека в 29 хозяйствах (все башкиры), а также 4 работника.
В 1926 году деревня относилась к Кызылъяровской волости Бирского кантона Башкирской АССР.
Во время Великой Отечественной войны действовал колхоз «Нарат».
В 1982 году — около 30 человек.
В 1989 году — 18 человек (8 мужчин, 10 женщин).
В 2002 году — 9 человек (4 мужчины, 5 женщин), башкиры (100 %).
В 2010 году — 3 человека (2 мужчины, 1 женщина).

## Население
| 2002 | 2009 | 2010 |
| ---- | ---- | ---- |
| 9    | ↘4   | ↘3   |